# Malencontre
Pour plus de détails, voir Fiche technique et Distribution.
Malencontre est un film muet français réalisé par Germaine Dulac, sorti en 1920.

## Synopsis
Brinda est une orpheline qui a été recueillie par la marquise de Malencontre. Amoureuse de Patrice, le fils de sa bienfaitrice, elle empoisonne sa demi-sœur que le jeune homme voulait épouser. Alors qu'elle allait recommencer en prenant pour cible la nouvelle fiancée de Patrice, elle est démasquée et avale le poison.

## Fiche technique
- Titre original : Malencontre
- Réalisation : Germaine Dulac
- Scénario d'après le roman de Guy Chantepleure
- Photographie : Georges Asselin
- Producteur : Louis Nalpas
- Société de production : Films D.H.
- Société de distribution : Établissements L. Aubert
- Pays de production :  France
- Langue : film muet avec les intertitres  en français
- Format : Noir et blanc — 35 mm — 1,33:1 — Muet
- Métrage : 1 588 mètres
- Genre : Film dramatique
- Durée : 53 minutes
- Date de sortie :
  - France : 26 novembre 1920

## Distribution
- Jeanne Brindeau : la Marquise de Malencontre
- Jacques Roussel : Patrice de Malencontre
- Djemil Anik : Brinda Savage
- France Dhélia : Flavie Clairande
- Mademoiselle Seigneur	: Gladys Savage